# Erwin Righter
Cornelius Erwin "Swede" Righter (7 de março de 1897 — 30 de agosto de 1985) foi um jogador de futebol americano, basquete e rugby union estadunidense, campeão olímpico.

## Carreira
Righter frequentou a Universidade Stanford, onde jogou futebol e basquete. Ele foi o primeiro jogador de basquete da Conferência da Costa do Pacífico de Stanford em 1920.
Após seus dias de jogador, Righter treinou basquete e futebol na Universidade do Pacífico de 1921 a 1933. Em 12 temporadas como treinador principal de futebol, ele liderou o programa de futebol do Pacific Tigers para um recorde de 54–34–4. Righter treinou o time de futebol na Burlingame High School em Burlingame, Califórnia, de 1934 a 1946. Ele foi sucedido por Ted Forbes em 1947.
Ele integrou a equipe da Seleção dos Estados Unidos que conquistou a medalha de ouro nos Jogos Olímpicos de Verão de 1920 em Antuérpia. Na partida disputada no Estádio Olímpico em 5 de setembro de 1920, a seleção americana derrotou a favorita francesa por 8–0. Como esta foi a única partida disputada nesta competição, significou que os jogadores norte-americanos conquistaram a medalha de ouro. Juntamente com outros medalhistas de ouro do rugby union, ele foi incluído no Hall da Fama do IRB em 2012.